# حفرة الفك السفلي
حفرة الفك السفلي (بالإنجليزية: Mandibular fossa)‏ هو انخفاض في العظم الصدغي الذي يتمفصل مع لقمة الفك السفلي (الناتئ اللقمي لعظم الفك السفلي). في العظم الصدغي، يجاور حفرة الفك السفلي في الأمام: الحديبة المفصلية (بالإنجليزية: articular tuberclele)‏، من الخلف: الجزء الطبلي للعظم الصدغي، والتي يفصلها عن صماخ السمع الخارجي. تنقسم الحفرة إلى قسمين بواسطة شق ضيق، يسمى: الشق الصخري الطبلي (بالإنجليزية: petrotympanic fissure)‏ أو (شق غلاسر) (بالإنجليزية: Glaserian fissure)‏. تسمى حفرة الفك السفلي أيضا بالحفرة الحقانية (بالإنجليزية: glenoid fossa)‏، وخاصة في اللغة الأدبية لطب الأسنان.